# Lohača
Lohača – wieś w Słowenii, w gminie Postojna. W 2018 roku liczyła 26 mieszkańców.